# Kerstin Schmitt
Kerstin Schmitt (* 1984 in Haßfurt) ist eine deutsche Künstlerin.

## Biografie
Nach dem Abitur studierte Kerstin Schmitt von 2005 bis 2010 an der Akademie der Bildenden Künste Nürnberg und lebt und arbeitet seitdem als freischaffende Künstlerin in Nürnberg mit Schwerpunkt Malerei.

## Werk
Künstlerisch setzt sich Kerstin Schmitt unter anderem mit Fragen zur Identität des Menschen im digitalen Zeitalter und in der Konsumwelt auseinander. Ihr malerisches Werk ist geprägt von ironischen Anspielungen und Verschlüsselungen, die bis hin zu wortspielerischen Werktiteln reichen. Die reizüberflutete innere Welt der Künstlerin ist dabei in grell leuchtende Farben getaucht. Der Farbauftrag umfasst lasierende Acrylmalerei genauso wie pastos gesetzte Ölfarben. Verschiedene Malstile wirken collagehaft zusammengefügt und die Sujets dadurch wie surreale gedankliche Versatzstücke. Badende und die an Mythologien und Märchenwelten erinnernden Meerjungfrauen und -männer bilden wiederkehrende Motive.
Neben Malerei spielen Kunstaktionen, die sie filmerisch und fotografisch dokumentiert, eine wesentliche Rolle. 2019 äußerte sie den Satz „All is art“.

## Ausstellungen (Auswahl)
- 2009 Klassenausstellung Schüler vom Schüler vom Beuys im Josephkonsum, Leipzig
- 2009 Gruppenausstellung Blaue Nacht, Akademie Galerie Nürnberg
- 2009 Gruppenausstellung Baden und Schwimmen in der Halle 14 Auf AEG, Zentrifuge Nürnberg
- 2009 Gruppenausstellung Auswandern - Movement im KunstRaum Weissenohe
- 2009 Nominierung „Item“ Kunstpreis, Ulm
- 2010 Angermann mit Klasse im Blindeninstitut, Rückersdorf
- 2011 Einzelausstellung NARZISS[EN], Kunstraum Rosenstraße, Fürth
- 2012 Baden + ähnliche Körper-sachen, Kunstverein Weiden
- 2012 Einzelausstellung MeerJungFrauen und Männer, Galerie Hirtengasse BBK Nürnberg
- 2013 Gehen wir hoch ins Wasser, mit einer Klanginstallation von Bastus Trump, Städtische Galerie Schwabach
- 2014 Nominierung Eb Dietzsch-Kunstpreis, Geraer Bank, Gera
- 2014 Gruppenausstellung „An Und Für Sich“, KunstRaum Weissenohe
- 2015 Einzelausstellung SCHATZSUCHE, Gemeinschaftshaus Langwasser Nürnberg
- 2016 Einzelausstellung Zwischen Fischen, POLY Galerie Karlsruhe
- 2016 Gruppenausstellung Galerie Herrmann, Neumarkt
- 2016 Gruppenausstellung Einsichten 2.0 „Lebensfreude“, KunstRaum Weissenohe
- 2017 Einzelausstellung Galerie H2, Erlangen
- 2018 Gruppenausstellung WERKSCHAU, Halle 15 Auf AEG, Nürnberg
- 2018 Einzelausstellung „EXHIBITION“, Galerie Herrmann, Neumarkt
- 2019 Gruppenausstellung WERKSCHAU, Halle 15 Auf AEG, Nürnberg

## Stipendien
- 2007/08 DAAD-Stipendium Wien
- 2008 Oskar-Karl-Forster-Stipendium

## Veröffentlichungen
- 2009 Katalog zur Jahresausstellung der AdBK Nürnberg
- 2009 jetztkunst. Katalog zur Ausstellungsreihe in der Zentrifuge Nürnberg, Halle 14 Auf AEG, ISBN 978-3-00-028508-0.
- 2009 Auswandern - Movement. Skulpturenweg und Ausstellung bildender Kunst in Weissenohe
- 2011 Katalog zur Ausstellung NARZISS[EN] im Kunstraum Rosenstraße, Fürth
- 2014 Katalog zum Eb-Dietzsch-Kunstpreis GERAER BANK eG, Gera, ISBN 978-3-931635-85-5.
- 2015 Kinderbuch-App „Felix und das geheimnisvolle Tierlexikon“
- 2018 Manifest „ARTWORK To Go“ (100 Jahre nach DADA), zur gleichnamigen Kunstaktion bei „Offen Auf AEG“